# Hetzles

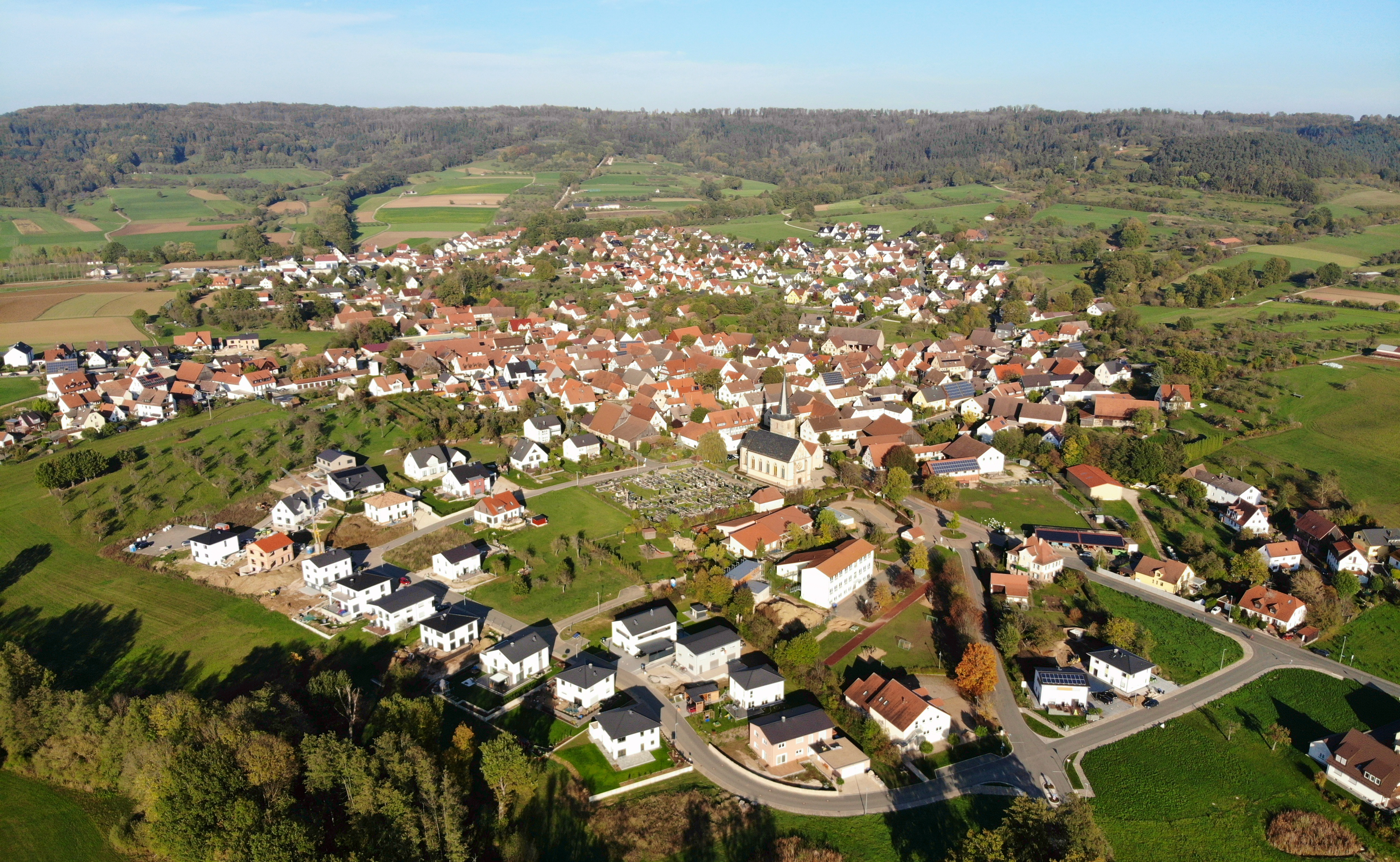
Hetzles Luftaufnahme (2019)

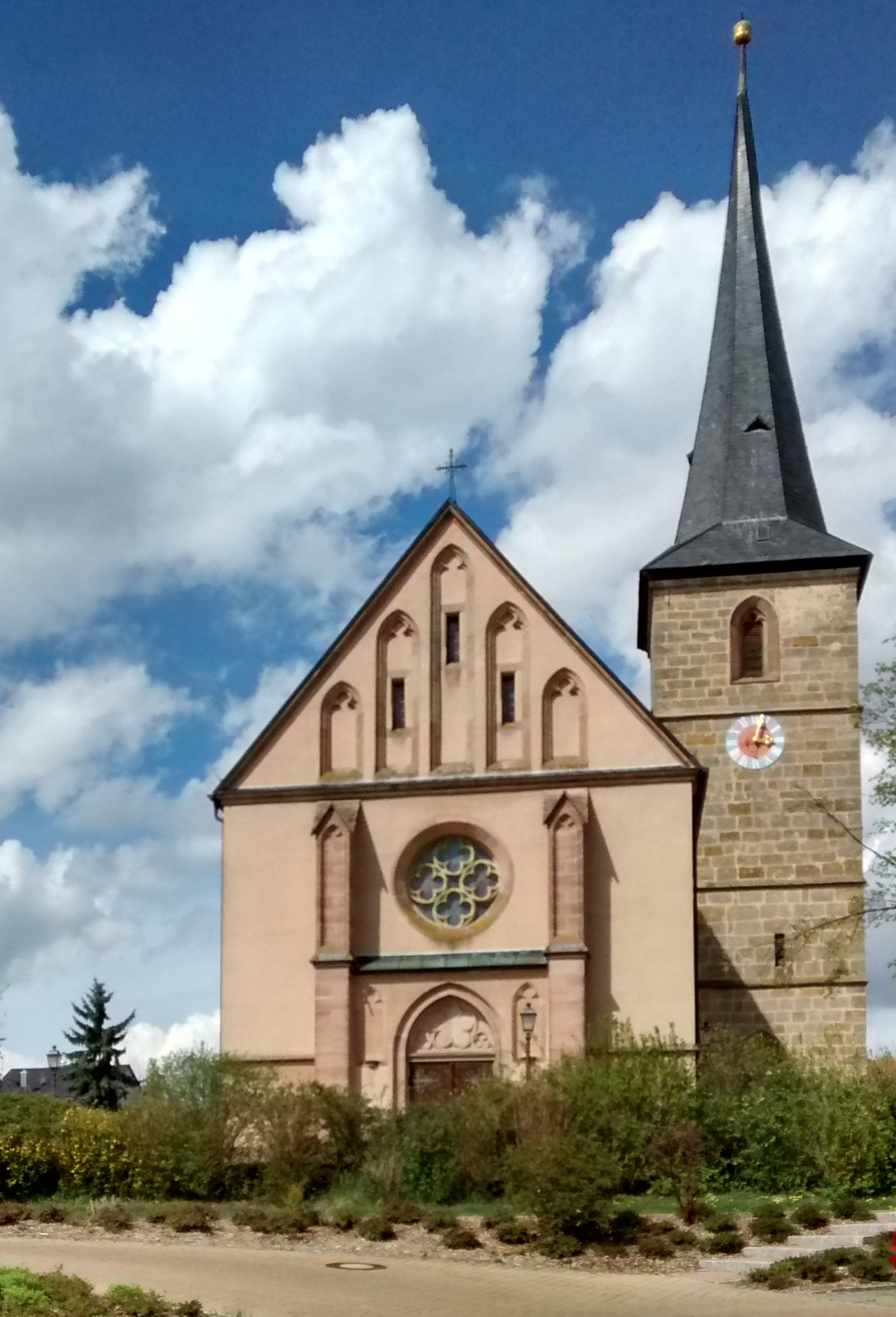
St.-Laurentius-Kirche

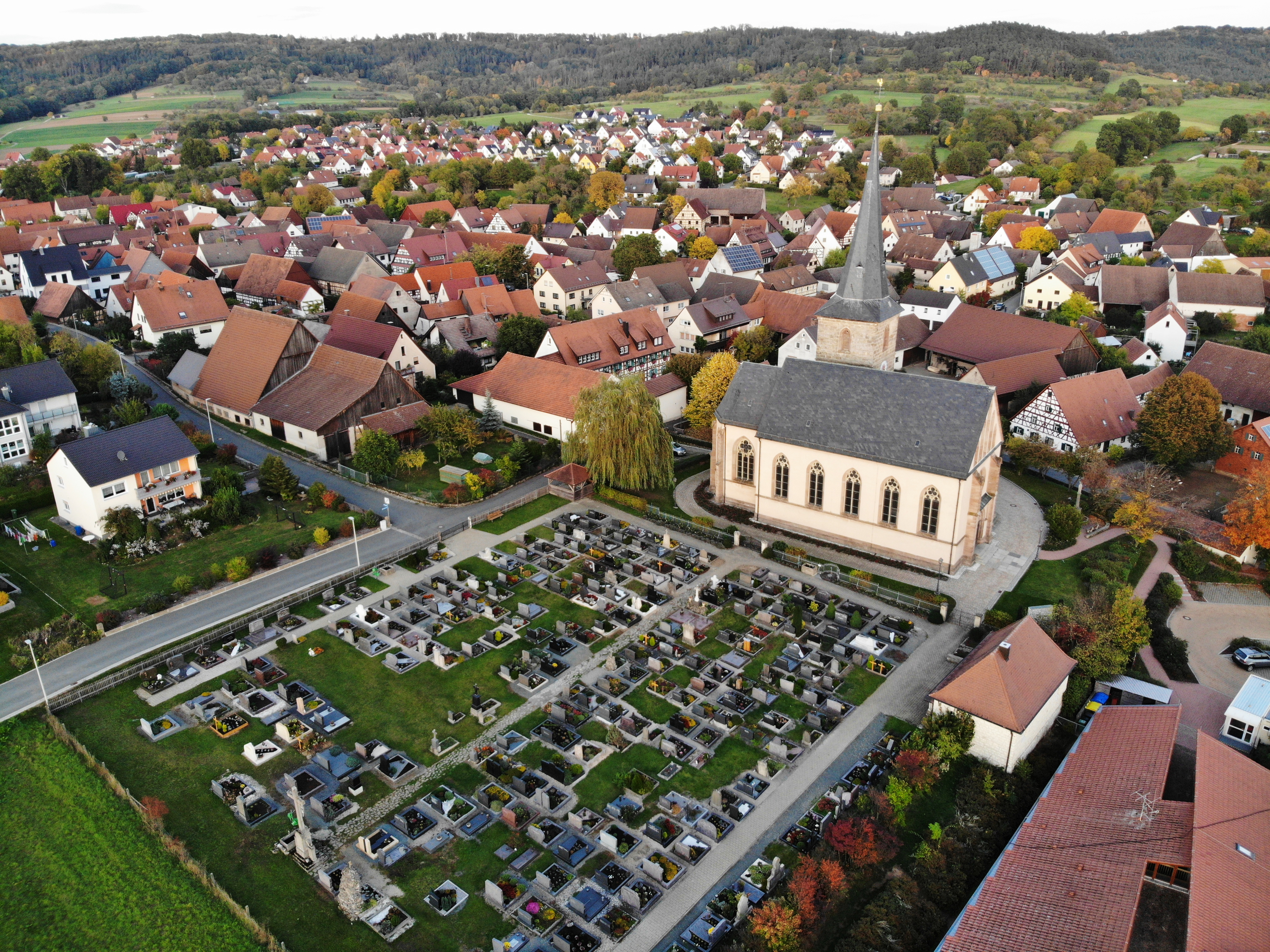
St.-Laurentius-Kirche mit Friedhof im Vordergrund, Luftaufnahme (2019)

Hetzles ist eine Gemeinde im Landkreis Forchheim (Regierungsbezirk Oberfranken) und ein Mitglied der Verwaltungsgemeinschaft Dormitz.

## Geographie

### Geographische Lage
Hetzles liegt zwischen Nürnberg und Bamberg und ist von beiden Städten jeweils etwa 30 Kilometer entfernt. Der Ort liegt im Vorfeld der Fränkischen Schweiz unterhalb des 549 m hohen Hetzleser Berges. Um den Hetzleser Berg gibt es befestigte und beschilderte Wander- und Radwege. Durch den Ort verläuft der Fränkische Marienweg.

### Gemeindegliederung
Die Gemeinde Hetzles hat 2 Gemeindeteile (in Klammern ist der Siedlungstyp angegeben):
- Hetzles (Pfarrdorf)
- Honings (Dorf)

Es gibt nur die Gemarkung Hetzles, die auch in der Gemeinde Neunkirchen am Brand einen Gemarkungsteil hat.

### Nachbargemeinden
Nachbargemeinden sind (von Norden beginnend im Uhrzeigersinn) Effeltrich, Kunreuth, Igensdorf, Neunkirchen am Brand und Langensendelbach.

### Geotop
Ölschiefer-Aufschluss, nordnordwestlich von Hetzles (Geotop-Nummer 474A002)

## Geschichte
Auf dem Hetzleser Berg, einem Tafelberg bzw. Zeugenberg, befinden sich ein Ringwall und einige Abschnittsbefestigungen. Die dort gemachten Funde sind hallstatt- und latènezeitlich. Heinrich von Schweinfurt, auch Hezilo genannt, gab dem Ort seinen Namen. Der Name Hetzles wurde auf den langgestreckten Bergzug, der als Teil der Fränkischen Alb weit in die Regnitzfalte vorspringt, übertragen.
1109 wurde Hetzles zum ersten Mal urkundlich erwähnt. Am Tage der Weihe der St.-Jakobs-Kirche in Bamberg am 25. Juli 1109 schenkte Bischof Otto I. dem Kloster St. Jakob  neben anderen Dörfern auch Hetzles. In dem Testamantumbonorum, dem Verzeichnis der geschenkten Güter, kommt der Name Hetzles je fünfmal in deutscher und lateinischer Sprache vor („cemehezeles“, „villa hecelonis“, „curia hecelonis“). In der Schenkungsurkunde heißt es „Bischoff Otto von Bamberg an das Stift Jakob vermacht: vom Dorfe Cemehezeles und Honungen einen Herrenhof, sieben Sölden und vier Herdstellen im Dorfe Cembahe, eine Sölde mit aller Nutzung“.
Hetzles im heutigen Regierungsbezirk Oberfranken gehörte im Mittelalter und in früher Neuzeit zur Domdechantei des Hochstifts Bamberg. Mit dem Reichsdeputationshauptschluss von 1803 kam der Ort zu Bayern.

## Religion
Hetzles ist ein katholisch geprägter Ort. Die Dorfkirche ist dem heiligen Laurentius geweiht. Die ehemalige Wehrkirche wurde abgerissen und aus den Steinen die heutige Kirche gebaut. Der Kindergarten in Hetzles wird von der Kirche gefördert. Durch die Zuwanderung neuer Bürger hat sich der Anteil evangelischer Bürger erhöht, für die es aber keine eigene Kirche gibt. Viele der evangelischen Bürger schließen sich der evangelischen Gemeinde Neunkirchen an Brand an. Andere Religionen sind kaum vertreten.

## Politik

### Bürgermeister
Erster Bürgermeister ist Michael Bayer (Bürgerblock Hetzles).

### Gemeinderat
Der Gemeinderat hat 12 Mitglieder zuzüglich des Ersten Bürgermeisters. Die Gemeinderatswahlen führten zu folgenden Ergebnissen:
|      | Bürgerblock Hetzles | Bürger aus Hetzles und Honings | Bürgerforum Hetzles und Honings e. V. | Freie Wähler | Gesamt   |
| 2020 | 6                   | 3                              | 3                                     | -            | 12 Sitze |
| 2014 | 5                   | 4                              | 3                                     | -            | 12 Sitze |
| 2008 | 5                   | 4                              | -                                     | 3            | 12 Sitze |
| 2002 | 5                   | 6                              | -                                     | 1            | 12 Sitze |

(Stand: Kommunalwahl am 15. März 2020)

### Liste der Bürgermeister
- 1870–1882 Johann Baier
- 1882–1894 Johann Fees
- 1894–1903 Friedrich Maier
- 1903–1919 Sebastian Schmitt
- 1919–1933 Johann Georg Albert
- 1933–1935 Johann Kauper
- 1935–1939 Johann Ludwig Mehl
- 1939–1945 Franz Förtsch
- 1945–1953 Peter Ziegelbauer
- 1953–1964 Johann Albert
- 1964–1984 Jakob Deinlein
- 1984–1996 Bruno Braun
- 1996–2020 Franz Schmidtlein (Bürger aus Hetzles und Honings)
- seit 2020 Michael Bayer (Bürgerblock Hetzles)

### Wappen
| DEU Hetzles COA.svg | Blasonierung: „Über einem von Silber und Blau geteiltem Schildfuß in Rot ein schräglinks gestellter silberner Bischofsstab, beseitet von drei gestielten silbernen Kirschen und einem silbernen Ammonshorn.“ |
| DEU Hetzles COA.svg | Wappenbegründung: Die Farben Silber und Blau im Schildfuß entstammen dem Wappen der Herren von Breitenstein, die seit dem 14. Jahrhundert in Hetzles ansässig waren. Der Bischofsstab erinnert an Michael von Deinlein (1800 bis 1875), der von 1858 bis 1875 Erzbischof von Bamberg war und in Hetzles geboren wurde. Die Kirschen weisen auf den für die Umgebung wichtigen Kirschenanbau hin. Das Ammonshorn stellt die Lage des Ortes im nördlichen Jura dar und bezieht sich auf die vielen Ammonitenfunde in dieser Gegend. Die Gemeinde Hetzles führt das Wappen seit 1980. |

## Tradition und Trachten
An zwei Festtagen des Jahres hat das Trachtenleben in Hetzles seine Höhepunkte: am Fronleichnams- oder Kränzelestag und an der Kirchweih am dritten Wochenende im August. Während am Fronleichnamstag der Charakter der Tracht festtäglich und feierlich ist, wird am Kirchweihtag mehr der fröhliche weltliche Sinn in den Trachten zur Schau getragen. Der verschiedene Charakter der beiden Feste spiegelt sich in der Tracht und in den Farben wider. Jährlich im August findet im Hof des Gasthauses Schwarzer Adler (Mendelwirt) Singen unter der Linde statt. Bei diesem Fest tritt die Kindertrachtentanzgruppe der Brauchtumspflege Hetzles auf.
Am Fronleichnamstag, dem Hochfest der Kirche, sind die Trachtenfarben vor allem der jüngeren Mädchen und der jungen Frauen mehr ernst, aber doch froh gestimmt. Der barocke Charakter dieser Festtagstracht stimmt überein mit den Barockheiligen, die die Mädchen tragen. Das Rot und Violett der Kirchenfahnen harmoniert mit den Farben der Trachten, die auch einen bläulichen und grünlichen Ton in das Farbengemälde mischen. Die schwerfallenden Röcke sind ein Kontrast zu den seidenen Schobben, die durch Zierborden und etwas Samt ausgeputzt, das barocke Bild ergeben. Die festtägigen weißen, roten und farbigen Kopftücher der Bäuerinnen vervollständigen die Farbenharmonie.